# Нярга (приток Ёлтыревой)
Нярга — река в России, протекает по Томской области. Устье реки находится в 156 км по левому берегу реки Ёлтырева. Длина реки составляет 108 км, площадь водосборного бассейна 974 км².

## Притоки
- Сухая Тулатка
- 18 км: Рыбная Тулатка
- 36 км: Гришкина Тулатка
- Озерный
- 79 км: Люлик

## Данные водного реестра
По данным государственного водного реестра России относится к Верхнеобскому бассейновому округу, водохозяйственный участок реки — Кеть, речной подбассейн реки — бассейн притоков (Верхней) Оби от Чулыма до Кети. Речной бассейн реки — (Верхняя) Обь до впадения Иртыша.